# Grosjön, Småland
Grosjön är en sjö i Vaggeryds kommun i Småland och ingår i Lagans huvudavrinningsområde. Sjön är 2,3 meter djup, har en yta på 0,0389 kvadratkilometer och är belägen 176,9 meter över havet.

## Delavrinningsområde
Grosjön ingår i det delavrinningsområde (636403-140116) som SMHI kallar för Utloppet av Linnesjön. Avrinningsområdets medelhöjd är 211 meter över havet och ytan är 41,35 kvadratkilometer. Det finns inga delavrinningsområden uppströms utan avrinningsområdet är högsta punkten. Lillån som avvattnar avrinningsområdet har biflödesordning 3, vilket innebär att vattnet flödar genom totalt 3 vattendrag innan det når havet efter 192 kilometer. Delavrinningsområdet består mestadels av skog (59 procent), öppen mark (12 procent) och jordbruk (20 procent). Avrinningsområdet har 2,84 kvadratkilometer vattenytor vilket ger det en sjöprocent på 6,9 procent.